# Tanvald
Tanvald település Csehországban, Jablonec nad Nisou-i járásban. Tanvald Kořenov, Desná, Velké Hamry, Smržovka, Jiřetín pod Bukovou és Albrechtice v Jizerských horách településekkel határos. Lakosainak száma 6051 fő (2024. január 1.).

## Népesség
A település lakosságának változását az alábbi diagram mutatja:
| Lakosok száma | 4177 | 6075 | 6902 | 5240 | 7592 | 7001 | 6389 | 6252 | 5958 | 6051 |
|               | 1869 | 1890 | 1921 | 1950 | 1980 | 2001 | 2017 | 2019 | 2022 | 2024 |